# Mönkhagen
Mönkhagen ist eine Gemeinde im Kreis Stormarn in Schleswig-Holstein.

## Geografie

### Geografische Lage
Mönkhagen liegt im Bereich des Schleswig-Holsteinischen Hügellands westlich von Lübeck. Durch die Gemeinde fließen die Gewässer Niendorferbek, Kornbek, Heilsau, Reinsbek, Martelsbek und Eckhorster Lauf.

### Gemeindegliederung
Beim zum Zwecke der Volkszählung in der Bundesrepublik Deutschland 1987 erstellten Wohnplatzverzeichnis Schleswig-Holstein 1987 gliederte sich die Gemeinde in die nachfolgend aufgeführte Siedlungsplätze:
- Dörfer: Langniendorf, Mönkhagen
- Hof: Lütjenfelde
- Häusergruppen: Krübbenberg, Steinkoppel
- Häuser: Neuhof

### Nachbargemeinden
Ans Gemeindegebiet von Mönkhagen grenzen folgende Kommunen:
|           | Pronstorf, Stockelsdorf                     |                                             |
| Strukdorf | Kompassrose, die auf Nachbargemeinden zeigt | Stockelsdorf, Lübeck (Stadtteil St. Lorenz) |
|           | Rehhorst, Heilshoop                         |                                             |

## Geschichte
Der Name des Ortes, der „Hagen der Mönche“ bedeutet, weist darauf hin, dass Mönkhagen ursprünglich als eine eingehegte Rodungssiedlung entstand.
Erste urkundliche Erwähnung fand der Ort im Jahr 1221 in einer Bauerlaubnis für die Kirche in Zarpen.
Die Gemeinde im Zuge der Gebietsreform von 1948 aus der Zusammenlegung der Gemeinden Mönkhagen und Langniendorf gebildet. Neben diesen beiden Ortsteilen gehören noch Steinkoppel und Krübbenberg sowie Neuhof und Lütjenfelde zur Gemeinde.

## Politik

### Gemeindevertretung
Bei der Kommunalwahl am 14. Mai 2023 wurden insgesamt neun Sitze vergeben. Von diesen erhielten die Allgemeine Wählergemeinschaft Mönkhagen-Langendorf und die CDU jeweils vier Sitze und ein Einzelbewerber erhielt einen Sitz.

### Wappen
Blasonierung: „In Rot durch einen unten nach links und oben nach rechts gewendeten silbernen Kurvenbalken leicht gesenkt geteilt, unten ein silberner Schwarzdornzweig mit zwei Früchten, oben ein schrägrechter wachsender silberner Abtsstab.“

## Kultur und Sehenswürdigkeiten

### Bauwerke
In der Liste der Kulturdenkmale in Mönkhagen stehen die in der Denkmalliste des Landes Schleswig-Holstein eingetragenen Kulturdenkmale.
Um 1870 entstand das Herrenhaus des Gutes Mönkhagen unter dem damaligen Besitzer Ernst August Becker. Es ist ein Beispiel des frühen Historismus im Land Schleswig-Holstein. Das denkmalgeschützte Gebäude stand Ende der 1980er Jahre noch zum Abriss bereit. Es befindet sich heute in Privatbesitz. Seine umfassenden Renovierung wurde 1995 abgeschlossen. Auf dem rund 10.000 m² großen parkähnlichen Grundstück liegen zwei kleine Teiche.

### Sport
In Mönkhagen gibt es die Spielgemeinschaft Mönkhagen-Langniendorf, die in unregelmäßigen Abständen Freundschaftsspiele gegen Mannschaften aus nah gelegenen Orten bestreitet und jährlich ein Fußballturnier veranstaltet.

## Wirtschaft und Infrastruktur

### Bildung
Die für Mönkhagen zuständige Grundschule Dörfergemeinschaftsschule Am Struckteich befindet sich in der Nachbargemeinde Zarpen. Ebenfalls in Zarpen finden sich mehrere Kindertagesstätten.

### Verkehr
Das Gemeindegebiet wird in Ost-West-Richtung durch die Kreisstraße 112 erschlossen. Vor Eröffnung der Bundesautobahn 20 war diese als Bundesstraße 206 ausgewiesen. Östlich des namenstiftenden Ortsteils besteht die nach der Gemeinde benannte Anschlussstelle der A 20.

## Persönlichkeiten
- Friedrich Hardt (1902–1995), Landwirt und Politiker, Bürgermeister von Mönkhagen und Mitglied des Landtags